# Seven Seas Explorer
Die Seven Seas Explorer ist ein 2016 in Dienst gestelltes Kreuzfahrtschiff von Regent Seven Seas Cruises, einer Marke der Norwegian Cruise Line. Es ist das Typschiff der Explorer-Klasse und das Schwesterschiff der Seven Seas Splendor sowie der Seven Seas Grandeur.

## Geschichte
Das Schiff wurde auf der Fincantieri-Werft in Sestri Ponente, einem Stadtteil von Genua, gebaut. Im Juli 2013 gab Regent Seven Seas Cruises bekannt, bei der Werft die Seven Seas Explorer als „luxuriösestes Kreuzfahrtschiff der Moderne“ bestellt zu haben. Das Schiff werde etwa 450 Millionen Euro kosten, Platz für 738 Passagiere in ausschließlich Suiten mit Balkon bieten und 2016 abgeliefert. Am 15. Juli wurde der Bau mit dem zeremoniellen ersten Stahlschnitt begonnen. Die Kiellegung fand am 21. Januar 2015 statt. Am 30. Oktober desselben Jahres wurde es aus dem Trockendock gebracht und zu Wasser gelassen. Im Anschluss fand der Innenausbau statt.
Ende Mai 2016 gab Regent Seven Seas Cruises bekannt, dass Charlène von Monaco als Taufpatin fungieren werde. Das Schiff wurde am 30. Juni an die Reederei übergeben. Die Taufe fand am 13. Juli in Monte Carlo statt. Die Jungfernfahrt begann am 20. Juli.

## Ausstattung
Das Schiff ist 224 Meter lang, 31 Meter breit und mit 55.254 BRZ vermessen.
Auf dreizehn Decks, von denen zehn Passagierdecks sind, verfügt es unter anderem über einen Poolbereich auf dem Sonnendeck, einen Infinity-Pool, fünf Restaurants, eine Joggingstrecke, einen Spa- und Wellnessbereich, einen Padel-Platz und ein Theater. Alle 375 Kabinen des Schiffes verfügen über einen Balkon. Mit etwa 372 Quadratmetern ist die Regent Suite eine der größten Suiten auf einem Kreuzfahrtschiff.